# De kerstezel
De kerstezel is een nummer van het album Kinderen voor Kinderen 11 en werd uitgebracht in 1990. Op het album heeft het tracknummer 14. De solo wordt gezongen door Jannes Drop. Hij is tegenwoordig dj op Radio Veronica. Op 12 december 2024 zong hij een aangepaste versie van het lied in de show van Veronica-collega Gerard Ekdom.
Het lied kwam niet uit op een Nederlandse hitlijst. Wel verscheen er een single van.
Het nummer werd geschreven en gecomponeerd door Koos Meinderts en Harrie Jekkers, met een tekst van Leon Smit. Zij brachten de tekst in 1993 tevens uit in het boekje De kinderverslinder. Ook kwam het liedje in 1990 terug in Jekkers' voorstelling Het gelijk van de koffietent, waarbij het als autobiografisch werd gepresenteerd. In deze uitvoering werd het klassenverschil tussen de keurig Haagse Marjolijn en de volkse Hagenees Harrie dik aangezet, en zo werd het een liedje dat ging over verliefdheid over de klassengrenzen heen.

## Inhoud
Een scholier vertelt dat hij tijdens het kersttoneelstuk de ezel moet spelen, samen met Jos. Het liefste had hij de rol van Jozef gespeeld, omdat zijn mooie klasgenootje Marjolijn de rol van Maria heeft gekregen. Tot overmaat van ramp moet hij ook nog eens in het achterste deel van het ezelkostuum zitten, waarmee hij flink wordt gepest door zijn klasgenoten. 
Als Jos zich een dag voor de uitvoering uit schaamte ziek meldt waarna Marjolijn aanbiedt hem te vervangen en haar rol als Maria aan iemand anders te geven, is het voor de verteller in het lied helemaal niet meer erg om de ezel te zijn. Hij mag nu immers met Marjolijn in één pak.